# Бхаванидас

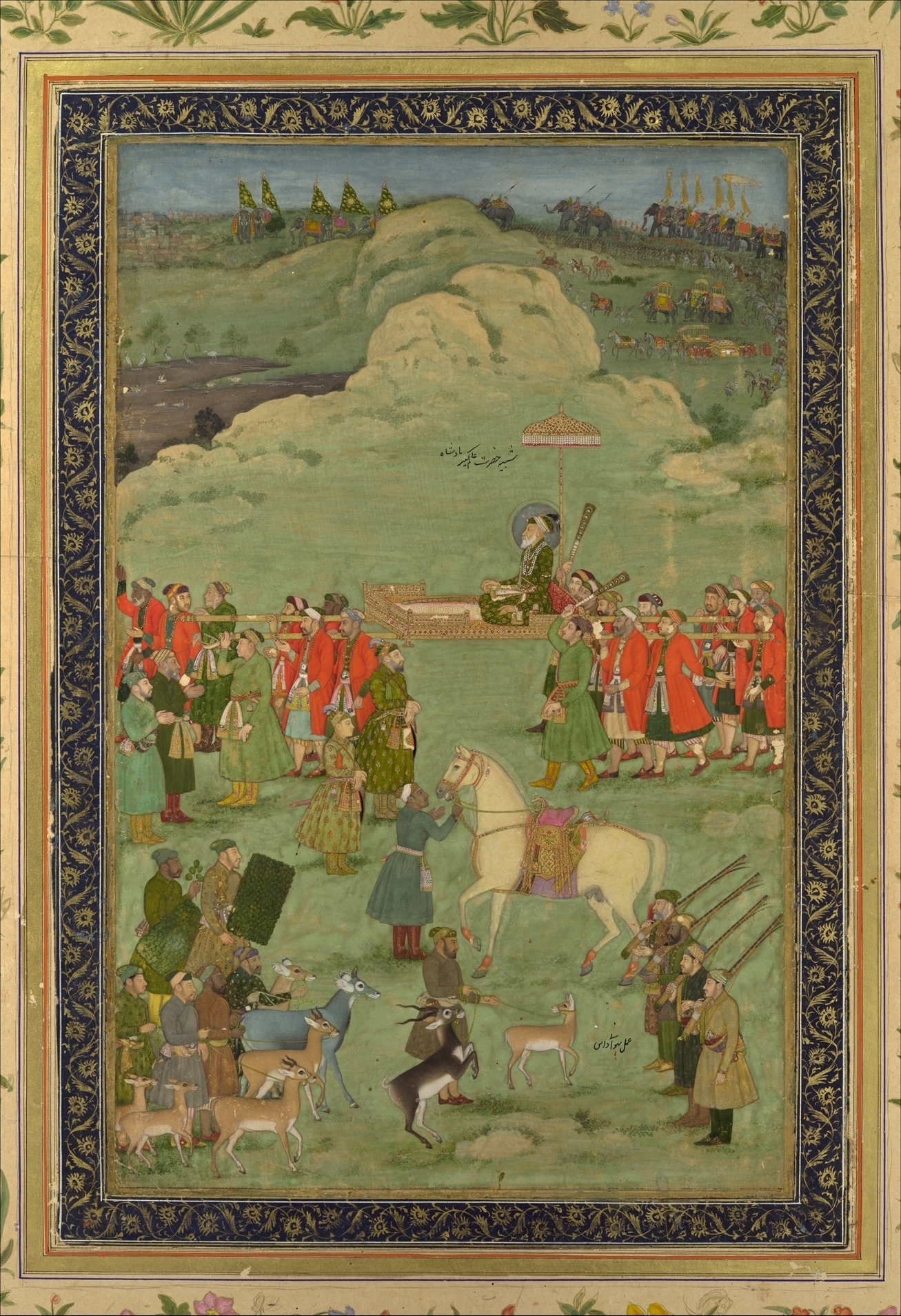
Император Аурангзеб в паланкине прибывает на охоту. 1700—1715, Музей Метрополитен, Нью Йорк

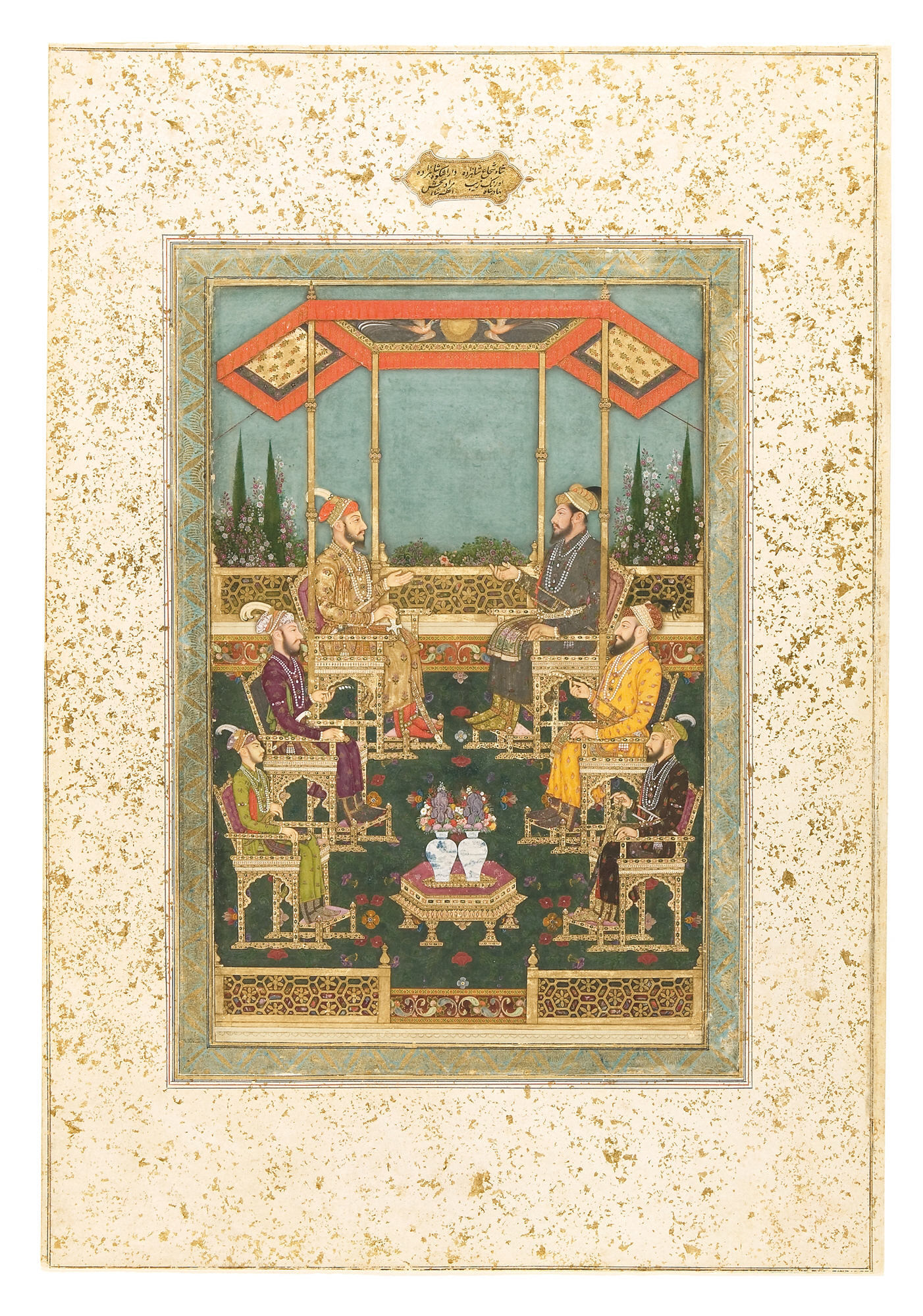
Сцена дарбара с четырьмя сыновьями и двумя внуками императора Шах Джахана. 1700—1710, Музей Искусства Сан Диего

Бхаванидас (работал приблизительно в 1700—1748 годах) — индийский художник.
Происхождение, дата рождения и дата смерти художника не известны. Такое положение характерно для большинства мастеров, работавших в придворных художественных ателье индийских правителей. Частичная реконструкция творчества Бхаванидаса стала возможной благодаря некоторым сохранившимся документам.
Свою карьеру художник начинал в самом конце правления могольского императора Аурангзеба (1658—1707). Вероятно, тогда была им создана миниатюра «Аурангзеб в паланкине прибывает на охоту» (1700-1715гг, Музей Метрополитен, Нью Йорк). В силу отсутствия большого интереса к живописи со стороны императора, художественная мастерская при нём приходила в упадок, многие мастера разъехались ко дворам раджпутских князей. Некоторый интерес к живописи сохранялся со стороны принцев и иных придворных, которые оставались в Дели и Лахоре. Между 1700 и 1712 годами один из сыновей Аурангзеба - принц Муаззам и ряд ключевых аристократов проживали в этих центрах. Предполагают, что Бхаванидас работал там в это время.
После смерти Аурангзеба Бхаванидас какое-то время пребывал в китабхане его преемников, вплоть до императора Фаррухсийяра (1713—1719). Стиль произведений Бхаванидаса в первые десятилетия XVIII века был основан на классической могольской живописи времён Шах Джахана — психологические выверенные изображения придворной жизни. Кроме этого художник создавал так наз. генеалогические портреты, на которых одновременно изображались несколько поколений могольских правителей (напр. «Сцена дарбара с четырьмя сыновьями и двумя внуками Шах Джахана», 1700—1710, Сан Диего, Музей искусства). Бхаванидаса считают последним художником делийской императорской мастерской, который придерживался традиционной художественной формулы, присущей лучшим временам могольской живописи - временам правления Акбара, Джахангира и Шах Джахана.
Как полагают, после 1719 года (то есть после смерти императора Фаррухсийяра) Бхаванидас покинул могольскую столицу, и перебрался ко двору правителя раджпутского княжества Кишангарх Радж Сингха (1706—1748). Радж Сингх был связан с могольскими императорами узами родства: его сестра Амрит Баи Сахиба (по другим источникам — тётка) была женой императора Бахадур шаха (1707—1712) и матерью наследника и претендента на престол Азим аль-Шана, погибшего в 1712 году в битве с войсками другого претендента на трон — Джахандара. Принято считать, что художник переехал к Радж Сингху только после 1719 года, однако близкие отношения раджпутского и могольского дворов делают возможным допущение, что Бхаванидас мог бывать в Кишангархе и до этой даты. Так или иначе, но он стал одним из самых известных распространителей могольского стиля в раджпутских княжествах, а также самым высокооплачиваемым художником при дворе раджи, который положил ему жалование 90 рупий в месяц. Ему принадлежит главная роль в становлении местного стиля кишангарской живописи. Полагают, что Бхаванидас возглавлял художественную мастерскую Радж Сингха до самой смерти правителя в 1748 году; дальнейшая судьба Бхаванидаса неизвестна.
Стиль произведений его раджпутского периода несколько отличается от могольского. Бхаванидас стал экспериментировать с новыми жанрами, создавая изображения прославленных коней, и портреты вельмож, которых он размещал на фоне вымышленного, фантастического пейзажа. Эти идеализированные пейзажи в дальнейшем использовались в кишангархской живописи при изображении Радхи и Кришны. Особенно выдающиеся сцены с участием этих божеств были созданы местным художником Нихаль Чандом, которого считают учеником Бхаванидаса.
Сын Бхаванидаса Дальчанд также стал известным художником; он работал в Кишангархе, и в Марваре при дворе Махараджи Абхаи Сингха (1725—1751).

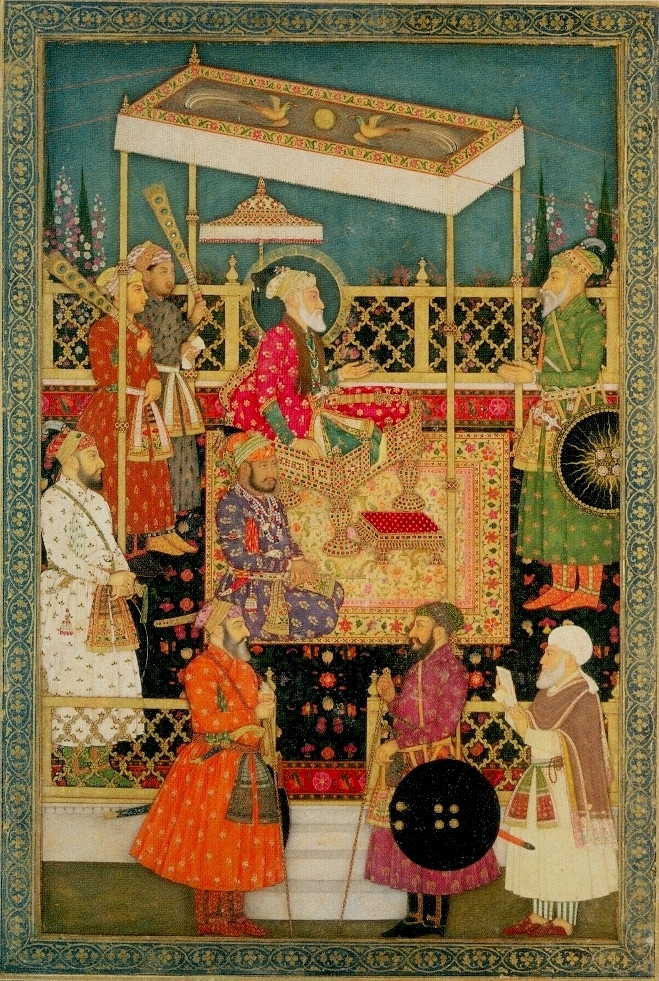
Император Аурангзеб принимает принца Муаззама. ок. 1707-12гг, Библиотека Честер Битти, Дублин
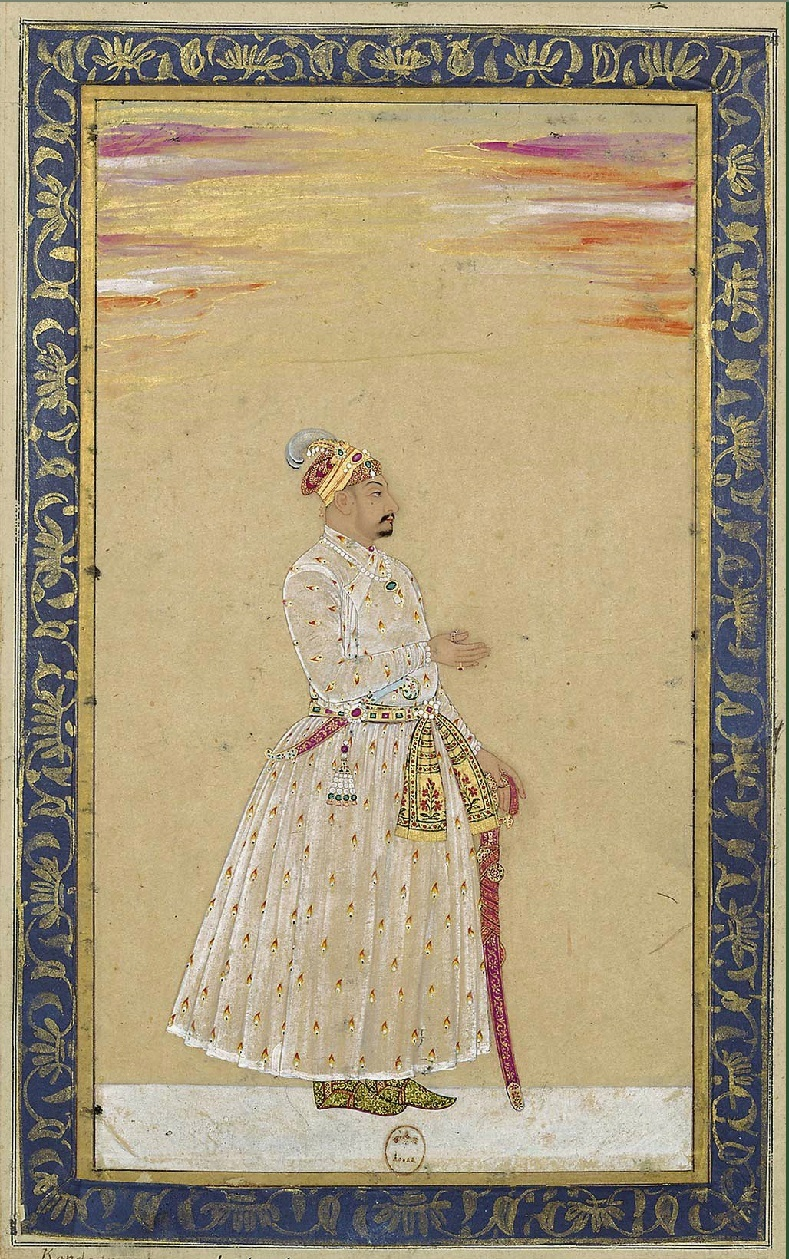
Портрет Азима Ходжи Самсама ад-Даула Хан Даурана. ок. 1725г, Национальная Библиотека Франции, Париж
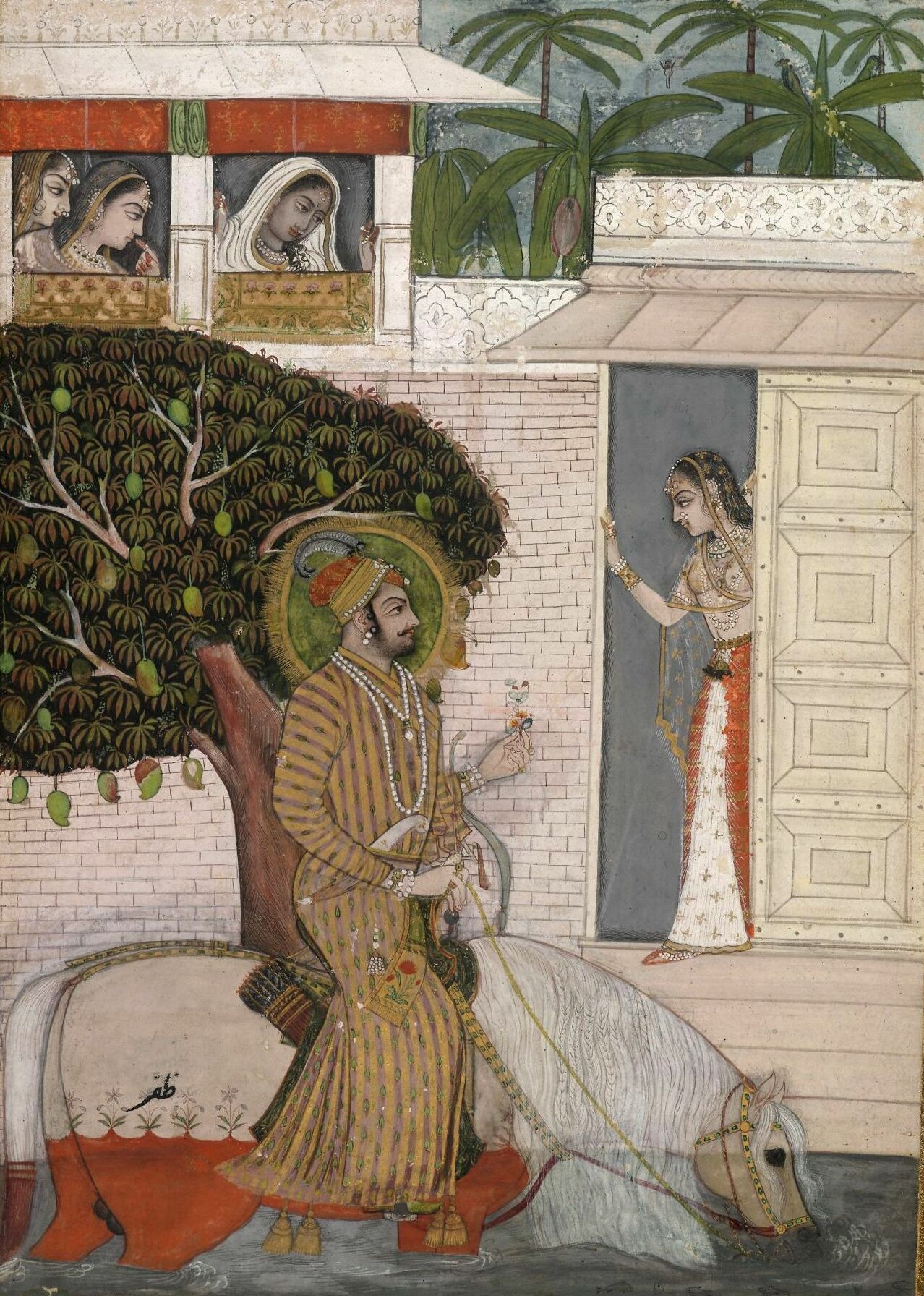
Конный портрет Радж Сингха. ок. 1725г, Британский Музей, Лондон
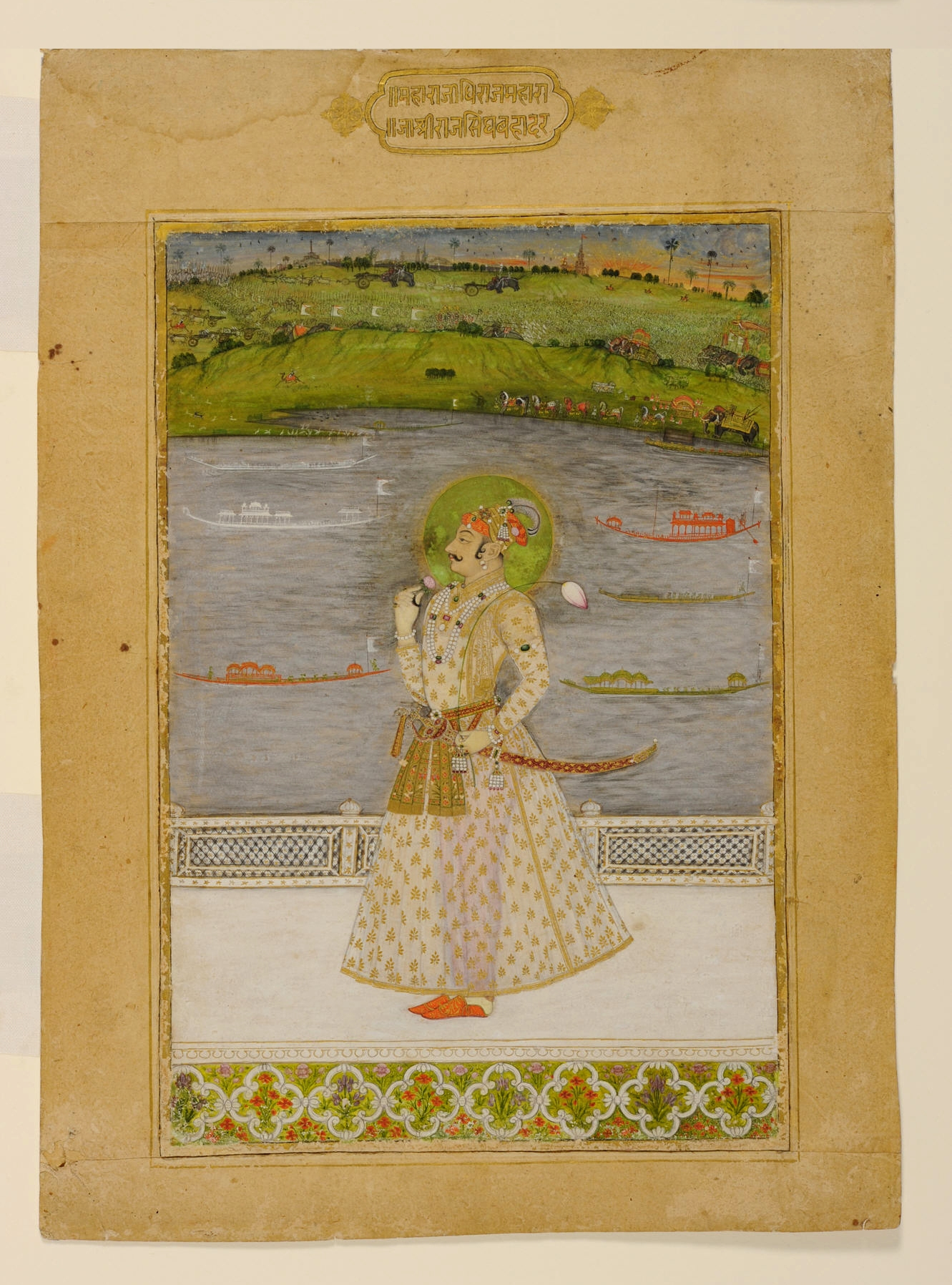
Радж Сингх на террасе, 1728г, Частное собрание
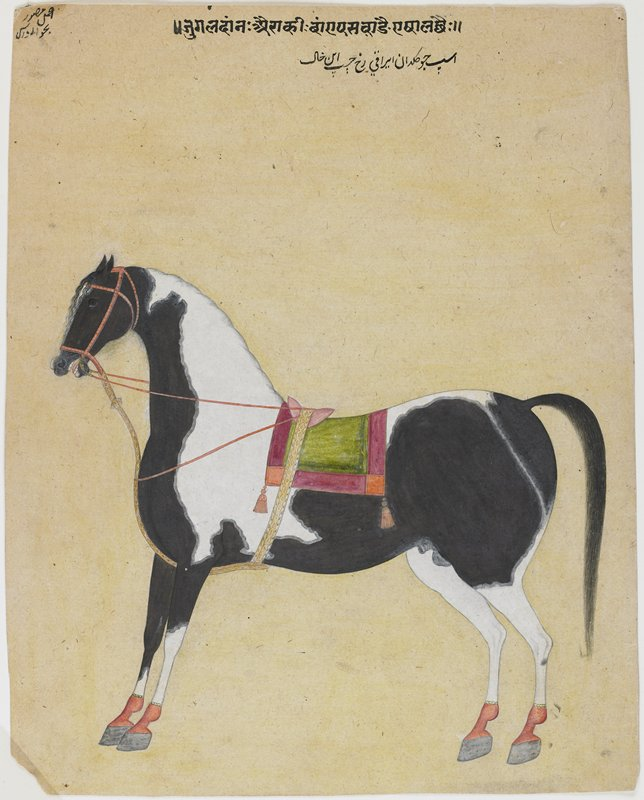
Жеребец Джукальдан Айраги. ок. 1730, Институт Искусств, Миннеаполис
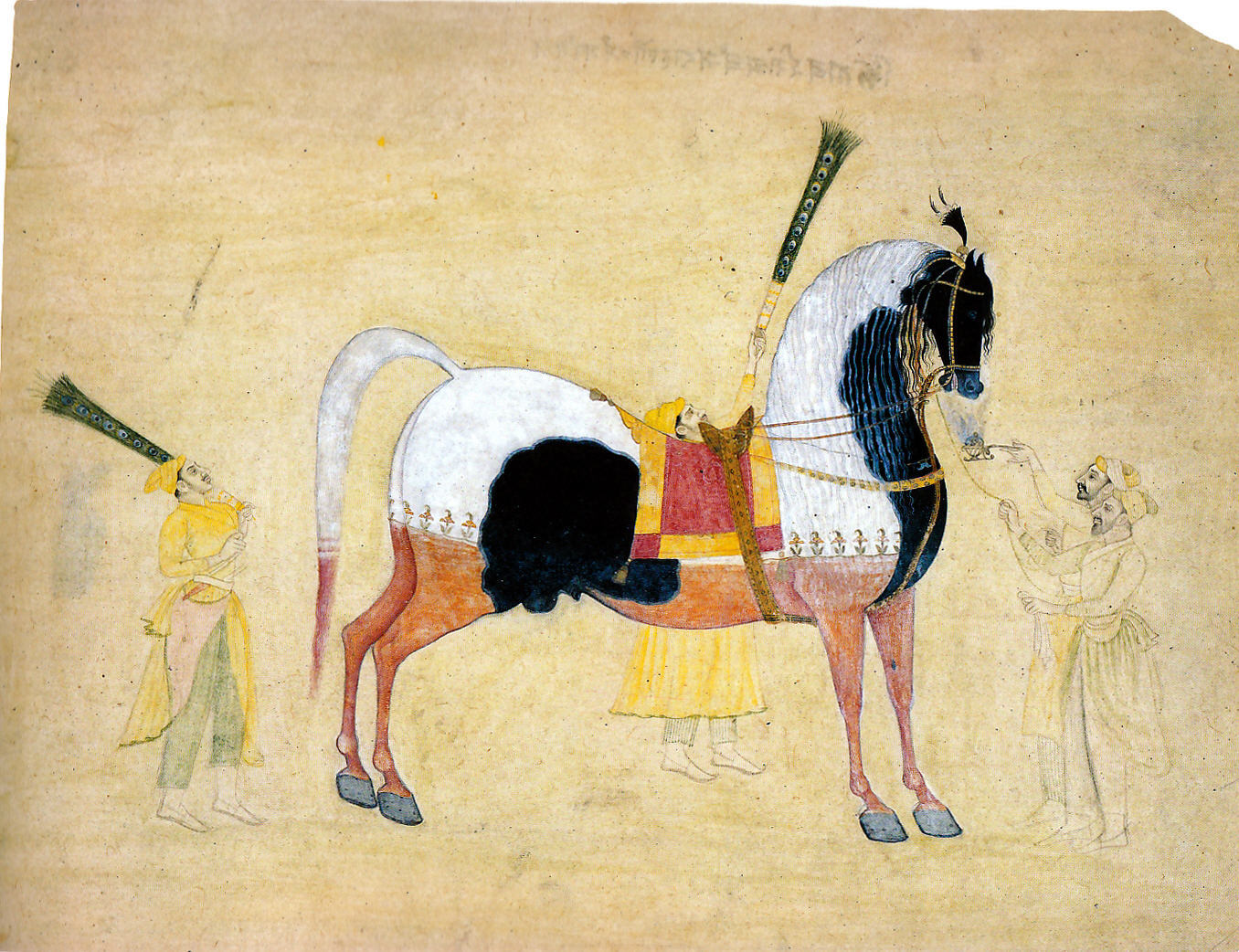
Жеребец Китаб. ок. 1735г, Филадельфия, Музей искусства